# Campionati mondiali di biathlon

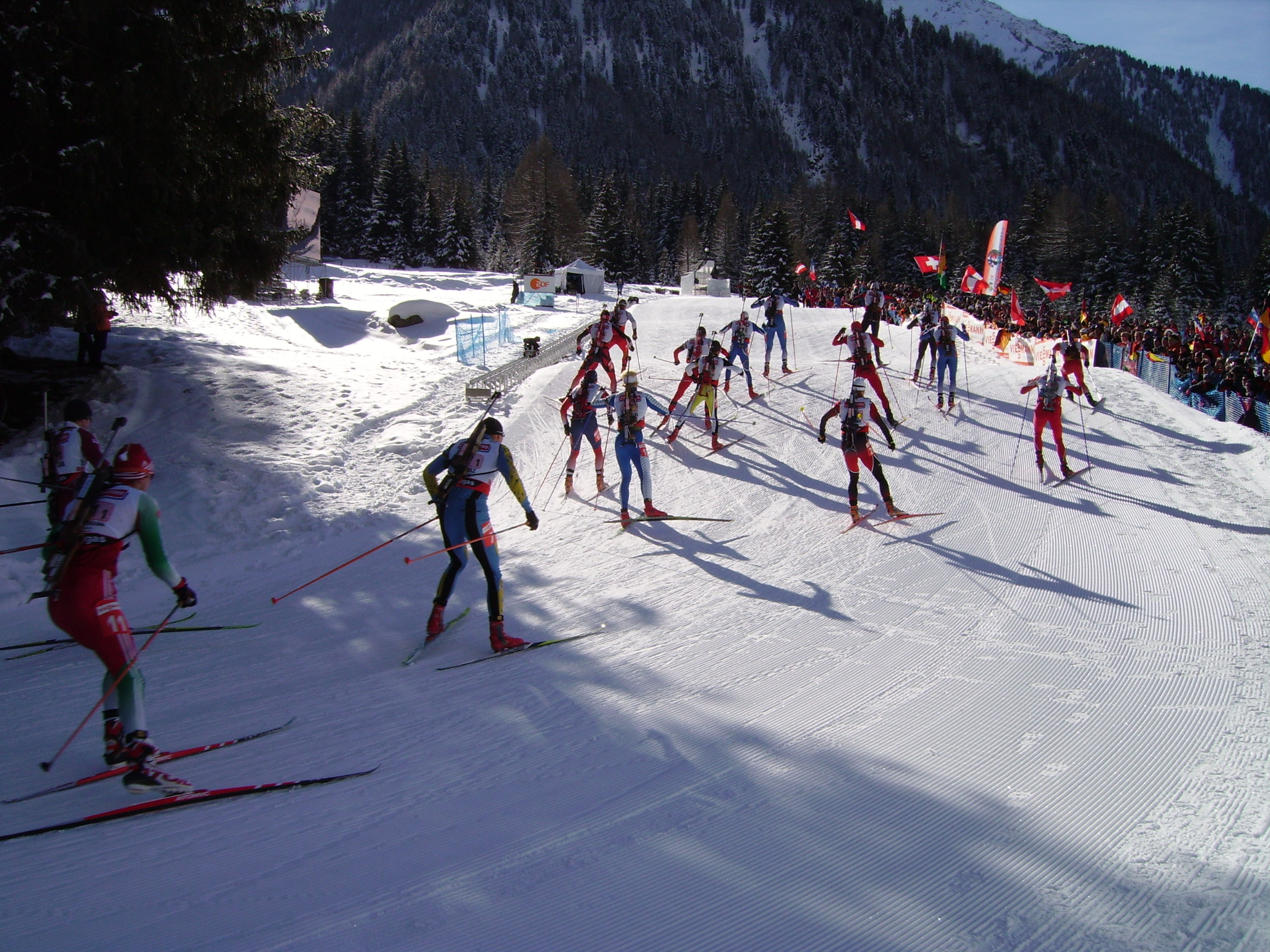
Un momento della gara di staffetta maschile ai Mondiali del 2007, ad Anterselva (Italia)

I Campionati mondiali di biathlon sono una competizione sportiva organizzata dalla federazione internazionale International Biathlon Union (IBU), in cui si assegnano i titoli mondiali delle diverse specialità del biathlon. Si disputano ogni anno, ad eccezione degli anni olimpici, per evitare la concomitanza con i Giochi olimpici invernali. Dal 2023, come per le altre discipline sportive invernali, i Mondiali non assegnano più punti per la Coppa del mondo.
I primi Mondiali di biathlon si tennero nel 1958, con competizioni esclusivamente maschili. Nel 1984 vennero istituiti campionati mondiali separati riservati alle donne. Dal 1989 in poi i campionati sono stati unificati e, da allora, nella stessa manifestazione si svolgono sia le gare maschili che quelle femminili.
In quattro occasioni (1990, 1998, 1999 e 2000) non è stato possibile svolgere l'intero programma di gare nella località prescelta a causa di avverse condizioni atmosferiche o insufficiente innevamento, quindi parte delle competizioni sono state recuperate in altre sedi. In passato i Mondiali di biathlon sono stati disputati anche in anni olimpici, limitatamente alle gare non incluse nel programma olimpico.

## Edizioni
| Anno | Città                      | Nazione                             | Note                   |
| ---- | -------------------------- | ----------------------------------- | ---------------------- |
| 1958 | Saalfelden                 | Austria                             |                        |
| 1959 | Courmayeur                 | Italia                              |                        |
| 1961 | Umeå                       | Svezia                              |                        |
| 1962 | Hämeenlinna                | Finlandia                           |                        |
| 1963 | Seefeld in Tirol           | Austria                             |                        |
| 1965 | Elverum                    | Norvegia                            |                        |
| 1966 | Garmisch-Partenkirchen     | Germania Ovest                      |                        |
| 1967 | Altenberg                  | Germania Est                        |                        |
| 1969 | Zakopane                   | Polonia                             |                        |
| 1970 | Östersund                  | Svezia                              |                        |
| 1971 | Hämeenlinna                | Finlandia                           |                        |
| 1973 | Lake Placid                | Stati Uniti                         |                        |
| 1974 | Minsk                      | Unione Sovietica                    |                        |
| 1975 | Anterselva                 | Italia                              |                        |
| 1976 | Anterselva                 | Italia                              | Sprint                 |
| 1977 | Vingrom                    | Norvegia                            |                        |
| 1978 | Hochfilzen                 | Austria                             |                        |
| 1979 | Ruhpolding                 | Germania Ovest                      |                        |
| 1981 | Lahti                      | Finlandia                           |                        |
| 1982 | Minsk                      | Unione Sovietica                    |                        |
| 1983 | Anterselva                 | Italia                              |                        |
| 1984 | Chamonix                   | Francia                             | Donne                  |
| 1985 | Ruhpolding Egg am Etzel    | Germania Ovest Svizzera             | Uomini Donne           |
| 1986 | Oslo Falun                 | Norvegia Svezia                     | Uomini Donne           |
| 1987 | Lake Placid Lahti          | Stati Uniti Finlandia               | Uomini Donne           |
| 1988 | Chamonix                   | Francia                             | Donne                  |
| 1989 | Feistritz an der Drau      | Austria                             |                        |
| 1990 | Minsk Oslo Kontiolahti     | Unione Sovietica Norvegia Finlandia |                        |
| 1991 | Lahti                      | Finlandia                           |                        |
| 1992 | Novosibirsk                | Russia                              | A squadre              |
| 1993 | Borovec                    | Bulgaria                            |                        |
| 1994 | Canmore                    | Canada                              | A squadre              |
| 1995 | Anterselva                 | Italia                              |                        |
| 1996 | Ruhpolding                 | Germania                            |                        |
| 1997 | Brezno-Osrblie             | Slovacchia                          |                        |
| 1998 | Pokljuka Hochfilzen        | Slovenia Austria                    | Inseguimento A squadre |
| 1999 | Kontiolahti Oslo           | Finlandia Norvegia                  |                        |
| 2000 | Oslo Lahti                 | Norvegia Finlandia                  |                        |
| 2001 | Pokljuka                   | Slovenia                            |                        |
| 2002 | Oslo                       | Norvegia                            | Partenza in linea      |
| 2003 | Chanty-Mansijsk            | Russia                              |                        |
| 2004 | Oberhof                    | Germania                            |                        |
| 2005 | Hochfilzen Chanty-Mansijsk | Austria Russia                      | Staffetta mista        |
| 2006 | Pokljuka                   | Slovenia                            | Staffetta mista        |
| 2007 | Anterselva                 | Italia                              |                        |
| 2008 | Östersund                  | Svezia                              |                        |
| 2009 | Pyeongchang                | Corea del Sud                       |                        |
| 2010 | Chanty-Mansijsk            | Russia                              | Staffetta mista        |
| 2011 | Chanty-Mansijsk            | Russia                              |                        |
| 2012 | Ruhpolding                 | Germania                            |                        |
| 2013 | Nové Město na Moravě       | Rep. Ceca                           |                        |
| 2015 | Kontiolahti                | Finlandia                           |                        |
| 2016 | Oslo                       | Norvegia                            |                        |
| 2017 | Hochfilzen                 | Austria                             |                        |
| 2019 | Östersund                  | Svezia                              |                        |
| 2020 | Anterselva                 | Italia                              |                        |
| 2021 | Pokljuka                   | Slovenia                            |                        |
| 2023 | Oberhof                    | Germania                            |                        |
| 2024 | Nové Město na Moravě       | Rep. Ceca                           |                        |
| 2025 | Lenzerheide                | Svizzera                            |                        |
| 2027 | Otepää                     | Estonia                             |                        |

## Medagliere per nazioni

### Uomini
| Pos.   | Paese                             | Oro | Argento | Bronzo | Totale |
| ------ | --------------------------------- | --- | ------- | ------ | ------ |
| 1      | Norvegia                          | 53  | 53      | 43     | 149    |
| 2      | Germania                          | 24  | 19      | 21     | 64     |
| 3      | Unione Sovietica                  | 24  | 18      | 15     | 57     |
| 4      | Francia                           | 24  | 16      | 22     | 62     |
| 5      | Germania Est                      | 19  | 12      | 10     | 41     |
| 6      | Russia                            | 13  | 26      | 12     | 51     |
| 7      | Finlandia                         | 9   | 7       | 8      | 23     |
| 8      | Italia                            | 7   | 3       | 8      | 18     |
| 9      | Svezia                            | 4   | 6       | 10     | 20     |
| 10     | Bielorussia                       | 3   | 3       | 7      | 13     |
| 11     | Austria                           | 2   | 5       | 10     | 17     |
| 12     | Slovenia                          | 2   | 0       | 1      | 3      |
| 13     | Rep. Ceca                         | 1   | 4       | 4      | 9      |
| 14     | Polonia                           | 1   | 4       | 3      | 8      |
| 15     | Stati Uniti                       | 1   | 4       | 0      | 5      |
| 16     | Ucraina                           | 1   | 0       | 3      | 4      |
| 17     | Comunità degli Stati Indipendenti | 1   | 0       | 0      | 1      |
| 18     | Germania Ovest                    | 0   | 3       | 5      | 8      |
| 19     | Lettonia                          | 0   | 1       | 2      | 3      |
| 20     | Cecoslovacchia                    | 0   | 1       | 1      | 2      |
| 20     | Canada                            | 0   | 1       | 1      | 2      |
| 22     | Romania                           | 0   | 1       | 0      | 1      |
| 22     | Bulgaria                          | 0   | 1       | 0      | 1      |
| 24     | Croazia                           | 0   | 0       | 1      | 1      |
| 24     | Estonia                           | 0   | 0       | 1      | 1      |
| Totale | Totale                            | 189 | 189     | 189    | 567    |

### Donne
| Pos.   | Paese                             | Oro | Argento | Bronzo | Totale |
| ------ | --------------------------------- | --- | ------- | ------ | ------ |
| 1      | Germania                          | 38  | 33      | 16     | 87     |
| 2      | Norvegia                          | 31  | 25      | 21     | 77     |
| 3      | Unione Sovietica                  | 17  | 8       | 6      | 31     |
| 4      | Francia                           | 17  | 17      | 23     | 57     |
| 5      | Russia                            | 13  | 14      | 15     | 42     |
| 6      | Svezia                            | 13  | 11      | 15     | 39     |
| 7      | Ucraina                           | 6   | 11      | 19     | 36     |
| 8      | Italia                            | 5   | 5       | 5      | 15     |
| 9      | Rep. Ceca                         | 4   | 2       | 3      | 9      |
| 10     | Bielorussia                       | 3   | 4       | 6      | 13     |
| 11     | Germania Ovest                    | 2   | 1       | 2      | 5      |
| 12     | Slovacchia                        | 1   | 2       | 1      | 4      |
| 13     | Finlandia                         | 1   | 1       | 9      | 11     |
| 14     | Austria                           | 1   | 1       | 1      | 3      |
| 15     | Canada                            | 1   | 1       | 0      | 2      |
| 16     | Bulgaria                          | 0   | 3       | 4      | 7      |
| 17     | Cina                              | 0   | 3       | 0      | 3      |
| 18     | Polonia                           | 0   | 2       | 3      | 5      |
| 19     | Stati Uniti                       | 0   | 2       | 1      | 3      |
| 20     | Comunità degli Stati Indipendenti | 0   | 1       | 0      | 1      |
| 20     | Slovenia                          | 0   | 1       | 0      | 1      |
| 21     | Cecoslovacchia                    | 0   | 0       | 2      | 2      |
| Totale | Totale                            | 145 | 142     | 145    | 432    |

### Misto
| Pos.   | Paese       | Oro | Argento | Bronzo | Totale |
| ------ | ----------- | --- | ------- | ------ | ------ |
| 1      | Norvegia    | 10  | 4       | 4      | 18     |
| 2      | Francia     | 6   | 4       | 4      | 14     |
| 3      | Germania    | 3   | 4       | 4      | 11     |
| 4      | Russia      | 2   | 1       | 2      | 5      |
| 5      | Svezia      | 1   | 1       | 5      | 7      |
| 6      | Rep. Ceca   | 1   | 1       | 2      | 4      |
| 7      | Italia      | 0   | 4       | 2      | 6      |
| 8      | Austria     | 0   | 2       | 0      | 2      |
| 9      | Bielorussia | 0   | 1       | 0      | 1      |
| 9      | Slovenia    | 0   | 1       | 0      | 1      |
| Totale | Totale      | 20  | 20      | 20     | 60     |

### Totale
| Pos.   | Paese                             | Oro | Argento | Bronzo | Totale |
| ------ | --------------------------------- | --- | ------- | ------ | ------ |
| 1      | Norvegia                          | 95  | 82      | 72     | 249    |
| 2      | Germania                          | 65  | 56      | 39     | 160    |
| 3      | Francia                           | 47  | 38      | 50     | 135    |
| 4      | Unione Sovietica                  | 41  | 26      | 21     | 88     |
| 5      | Russia                            | 28  | 41      | 28     | 97     |
| 6      | Germania Est                      | 19  | 12      | 10     | 41     |
| 7      | Svezia                            | 18  | 20      | 31     | 69     |
| 8      | Italia                            | 12  | 12      | 15     | 39     |
| 9      | Finlandia                         | 10  | 10      | 17     | 37     |
| 10     | Ucraina                           | 7   | 10      | 22     | 39     |
| 11     | Bielorussia                       | 6   | 9       | 14     | 29     |
| 12     | Rep. Ceca                         | 6   | 7       | 9      | 22     |
| 13     | Austria                           | 3   | 8       | 11     | 22     |
| 14     | Germania Ovest                    | 2   | 4       | 7      | 13     |
| 15     | Slovenia                          | 2   | 2       | 1      | 5      |
| 16     | Polonia                           | 1   | 6       | 6      | 13     |
| 17     | Stati Uniti                       | 1   | 6       | 1      | 8      |
| 18     | Canada                            | 1   | 2       | 1      | 4      |
| 18     | Slovacchia                        | 1   | 2       | 1      | 4      |
| 20     | Comunità degli Stati Indipendenti | 1   | 1       | 0      | 2      |
| 21     | Bulgaria                          | 0   | 4       | 4      | 8      |
| 22     | Cina                              | 0   | 3       | 0      | 3      |
| 23     | Slovacchia                        | 0   | 2       | 1      | 3      |
| 24     | Cecoslovacchia                    | 0   | 1       | 3      | 4      |
| 25     | Lettonia                          | 0   | 1       | 2      | 3      |
| 26     | Romania                           | 0   | 1       | 0      | 1      |
| 27     | Croazia                           | 0   | 0       | 1      | 1      |
| 27     | Estonia                           | 0   | 0       | 1      | 1      |
| Totale | Totale                            | 369 | 367     | 369    | 1105   |

## Atleti più medagliati

### Uomini
| Posizione | Atleta               | Paese                 | Oro | Argento | Bronzo | Totale |
| --------- | -------------------- | --------------------- | --- | ------- | ------ | ------ |
| 1         | Johannes Thingnes Bø | Norvegia              | 22  | 13      | 5      | 40     |
| 2         | Ole Einar Bjørndalen | Norvegia              | 20  | 14      | 11     | 45     |
| 3         | Martin Fourcade      | Francia               | 13  | 10      | 5      | 28     |
| 4         | Emil Hegle Svendsen  | Norvegia              | 12  | 6       | 3      | 21     |
| 5         | Tarjei Bø            | Norvegia              | 11  | 7       | 8      | 26     |
| 6         | Frank Luck           | Germania Est Germania | 11  | 5       | 4      | 20     |
| 7         | Aleksandr Tichonov   | Unione Sovietica      | 11  | 4       | 2      | 17     |
| 8         | Ricco Groß           | Germania              | 9   | 5       | 6      | 20     |
| 9         | Frank Ullrich        | Germania Est          | 9   | 4       | 1      | 14     |
| 10        | Raphaël Poirée       | Francia               | 8   | 3       | 7      | 18     |

### Donne
| Posizione | Atleta                | Paese                   | Oro | Argento | Bronzo | Totale |
| --------- | --------------------- | ----------------------- | --- | ------- | ------ | ------ |
| 1         | Marte Olsbu Røiseland | Norvegia                | 13  | 0       | 4      | 17     |
| 2         | Magdalena Neuner      | Germania                | 12  | 4       | 1      | 17     |
| 3         | Tiril Eckhoff         | Norvegia                | 10  | 2       | 3      | 15     |
| 4         | Elena Golovina        | Unione Sovietica        | 10  | 1       | 1      | 12     |
| 5         | Petra Behle           | Germania Ovest Germania | 9   | 2       | 2      | 13     |
| 6         | Uschi Disl            | Germania                | 8   | 8       | 3      | 19     |
| 7         | Andrea Henkel         | Germania                | 8   | 6       | 2      | 16     |
| 8         | Tora Berger           | Norvegia                | 8   | 5       | 5      | 18     |
| 9         | Liv Grete Poirée      | Norvegia                | 8   | 3       | 2      | 13     |
| 10        | Laura Dahlmeier       | Germania                | 7   | 3       | 5      | 15     |

## Campionati mondiali di biathlon estivo
A partire dal 1996 l'IBU organizza, con cadenza annuale, anche dei Campionati mondiali di biathlon estivo, dove gli atleti gareggiano su skiroll.
A differenza del biathlon invernale, in quello estivo un atleta doppiato non viene automaticamente escluso dalla gara.

### Edizioni
| Anno | Città                                 | Nazione                               |
| ---- | ------------------------------------- | ------------------------------------- |
| 1996 | Hochfilzen                            | Austria                               |
| 1997 | Cracovia                              | Polonia                               |
| 1998 | Osrblie                               | Slovacchia                            |
| 1999 | Minsk                                 | Bielorussia                           |
| 2000 | Chanty-Mansijsk                       | Russia                                |
| 2001 | Duszniki-Zdrój                        | Polonia                               |
| 2002 | Jablonec nad Nisou                    | Rep. Ceca                             |
| 2003 | Forni Avoltri                         | Italia                                |
| 2004 | Osrblie                               | Slovacchia                            |
| 2005 | Muonio                                | Finlandia                             |
| 2006 | Ufa                                   | Russia                                |
| 2007 | Otepää                                | Estonia                               |
| 2008 | Alta Moriana                          | Francia                               |
| 2009 | Oberhof                               | Germania                              |
| 2010 | Duszniki-Zdrój                        | Polonia                               |
| 2011 | Nové Město                            | Rep. Ceca                             |
| 2012 | Ufa                                   | Russia                                |
| 2013 | Forni Avoltri                         | Italia                                |
| 2014 | Tjumen'                               | Russia                                |
| 2015 | Cheile Grădiștei                      | Romania                               |
| 2016 | Otepää                                | Estonia                               |
| 2017 | Čajkovskij                            | Russia                                |
| 2018 | Nové Město                            | Rep. Ceca                             |
| 2019 | Minsk-Raubitschy                      | Bielorussia                           |
| 2020 | Annullati per la Pandemia di COVID-19 | Annullati per la Pandemia di COVID-19 |
| 2022 | Ruhpolding                            | Germania                              |